# Ternstroemia clusiifolia
Ternstroemia clusiifolia är en tvåhjärtbladig växtart som beskrevs av Carl Sigismund Kunth. Ternstroemia clusiifolia ingår i släktet Ternstroemia och familjen Pentaphylacaceae. Inga underarter finns listade i Catalogue of Life.